# Frank Harlan Freedman
Frank Harlan Freedman   (Springfield, 15 de desembre de 1924 - Springfield, 21 d'agost de 2003) fou un Jutge de Districte dels Estats Units del Tribunal de Districte dels Estats Units pel Districte de Massachusetts.

## Educació i carrera
Nascut a Springfield, Massachusetts, Freedman fou un lloctinent en l'Armada dels Estats Units durant Segona Guerra Mundial, de 1943 a 1946. El 1949 es va graduar en dret a Boston, i un any més tard es va treure un màster a la mateixa escola. Va treballar al sector privat entre 1950 i 1968, i va treballar a l'Ajuntament de Springfiel entre 1960 i 1967. El 1963 va esdevenir ajudant general de l'advocat estatal de Massachusetts i Cap del Oficina de Springfield de 1963 a 1967. Entre 1968 i 1972 fou alcalde del mateix municipi.

## Servei judicial federal
El 14 d'agost de 1972, Freedman va ser nomenat pel President Richard Nixon per ocupar un seient al Tribunal de Districte dels Estats Units pel Districte de Massachusetts, per tal de cobrir la baixa del jutge Levin H. Campbell. Freedman va ser confirmat pel Senat dels Estats Units el 12 d'octubre de 1972, i va rebre la seva comissió el 17 d'octubre de 1972. Va servir com a jutge de 1986 a 1992 i com a jutge sènior des del 1992 fins a la seva mort, el 21 d'agost de 2003, a Springfield.